# Escut de Milà
A l'escut de la ciutat de Milà hi figura la Creu de Sant Jordi, que consisteix en una creu llatina de color vermell sobre fons blanc. Es troba timbrat amb una corona mural decorada amb vuit torres, cinc a la vista (que és la utilitzada en l'heràldica de la majoria de les ciutats italianes), i envoltat per una corona formada per una branca de llorer i una altra de roure o alzina, unides amb una cinta amb els colors de la bandera nacional.
Aquest escut és regulat en un Decret aprovat el 19 de març de 1934, en el qual també es regula gonfanó o gonfanó històric, amb la figura de Sant Ambrosi com a element central i la bandera comunal composta, com l'escut, per la Creu de Sant Jordi.

La descripció heràldica o blasonament de l'escut de la ciutat de Milà és la següent:
| « | En un camp de plata, una creu plena de gules timbrat d'una corona mural de ciutat italiana que és un cercle d'or decorat de vuit torres, cinc a la vista, aclaraida i mampostada de sable; el tot envoltat d'una corona de llorer i alzina o roure, en el seu color i encintada de sinople, plata i gules que són d'Itàlia. | » |

## Història

Escut del Ducat de Milà, Casa de Visconti.

L'ús de la Creu de Sant Jordi en estendards i ensenyes de la ciutat es remunta al segle x. A Milà, com en moltes ciutats de la Lliga Lombarda, va començar a utilitzar-se la Creu de Sant Jordi com a símbol heràldic a finals del segle xii, després del Tractat de Constança signat per l'emperador Frederic I Barbarroja i les ciutats de la Lliga l'any 1183.
El 1395, Gian Galeazzo Visconti, va convertir a Milà en un ducat i es va començar a utilitzar un escut amb les armes de la Casa de Visconti: De plata, un Biscione d'atzur, coronat d'or, menjant a una persona en el seu color. El 1450, Milà va passar a estar governat per la Casa Sforza que va introduir el blasó familiar – D'or, una àguila bicèfala de sable, lampasada de gules i coronada d'or – en un escut quarterat al costat de les armes dels Visconti.

Escut napoleònic de Milà.

Durant l'ocupació francesa, es va adoptar un nou escut d'armes en el qual es va recuperar la Creu de Sant Jordi com a element central. A més aquest blasó va ser augmentat d'un cap de sinople carregat amb la majúscula N, la inicial de Napoleó, envoltada de tres roses representades esquemàticament.

Escut del Regne de Lombardia-Venècia.

A les armes del Regne de Lombardia-Venècia (1815–1866) es va utilitzar, en un escut quarterat, el Biscione dels Visconti al costat de l'emblema de Sant Marc, un lleó alat, estès i afrontat que sosté l'Evangeli i que ha estat adoptat com a símbol per la ciutat de Venècia. Al centre de l'escut, en un escussó, també hi figuraven els blasons dinàstics de la Casa d'Habsburg-Lorena (Ducat d'Habsburg, Arxiducat d'Àustria, Ducat de Lorena). Aquest conjunt es trobava situat sobre el pit de l'àguila bicèfala de l'Imperi austríac. Al timbre hi figuraven la Corona Fèrria i, sobre la figura de l'àguila, la Corona Imperial Austríaca.
Després de la Unificació d'Itàlia es va recuperar de nou la Creu de Sant Jordi. Durant el període feixista es va tornar a augmentar l'escut amb un cap, però en aquest cas va ser de gules i carregat d'un fasces (utilitzat com a emblema pel feixisme) que va estar vigent fins a 1944.

## Escut provincial
La província de Milà utilitza un escut en el qual apareix representat el sol, carregat amb un creixent contornat (mitja lluna) de plata en un camp d'atzur, l'esmalt (color) d'Europa i la Creu de Sant Jordi, situada en el cap. Va existir una altra versió anterior en la qual figuraven els blasons de Abbiategrasso, Gallarate, Lodi, Monza, i Milà sobre el tot en escussó.

## Curiositats
El biscione d'armes dels Visconti figura a l'escut de l'equip de futbol Inter de Milà, en el logotip del fabricant d'automòbils Alfa Romeo i, en una versió que reemplaça al nen per una flor, pel grup financer Fininvest.